# Museu Pedagógico Casa Padre Palmeira
O Museu Pedagógico Casa Padre Palmeira é um Patrimônio Cultural da História e Memória da Educação da cidade de Vitória da Conquista – Bahia.

## Implantação
O Museu Pedagógico (MP) está vinculado à Universidade Estadual do Sudoeste da Bahia (UESB) e teve a sua implantação no ano de 1999. Em 2003, foi realizado um acordo em regime de longo comodato entre a UESB e a Arquidiocese de Vitória da Conquista para a utilização como instalações do MP o velho prédio do “Ginásio de Conquista”, propriedade da Igreja Católica,  sob as condições de restauração e manutenção da casa.

## A Casa Padre Palmeira
O prédio de arquitetura neoclássica simples foi construído em 1920, por inciativa da Igreja Católica e ampliado pela Prefeitura de Vitória da Conquista, ao qual estabeleceu instituições municipais de ensino, bem como, temporariamente, o Educandário Sertanejo, do poeta Euclides Dantas, nas décadas de 1920 e 1930, sendo que, em 1938, a Prefeitura Municipal o devolveu ao domínio da Igreja. Em 1939, o prédio foi cedido ao Padre Luiz Soares Palmeira que transferiu para a cidade um colégio ginasial que mantinha município vizinho de Caetité. O Ginásio de Conquista, popularmente chamado de Ginásio do Padre, foi um importante centro disseminador cultural e intelectual da região. Nos anos 60, a casa cedeu as suas instalações ao Colégio Diocesano. Já na década de 70, o prédio abrigou a Faculdade de Formação de Professores, núcleo que deu origem à UESB, e também o Museu Padre Palmeira, vinculado ao Arquivo Municipal. A partir de 2003, o espaço foi cedido à Universidade Estadual do Sudoeste da Bahia para a implantação do Museu Pedagógico.

## Atividades e Exposições
O Museu Pedagógico visa a preservação e divulgação de documentos e fontes relacionadas à Educação regional. Dessa forma, o MP mantém um acordo com a Direc-20, atual NTE-BA, para manter sob guarda as documentações referentes às escolas extintas de Vitória da Conquista e também da região.  Tais documentos fazem parte do acervo do Centro de Documentação Albertina Lima Vasconcelos (CEDOC) que integra o MP. Além desses, o CEDOC acomoda um acervo de livros didáticos raros e uma biblioteca composta de doações, como por exemplo, os livros da homenageada Professora Albertina Lima Vasconcelos (in memoriam), bem como, da Professora Ana Palmira, do Professor José Arapiraca (in memoriam) entre outros.  
Na parte de exposições, o MP conta com elementos históricos sobre o Padre Palmeira e o Ginásio de Conquista; Mobílias, livros e outros objetos do extinto Educandário Juvêncio Terra; Exposição sobre os indígenas primeiros habitantes da região; e exposição fotográfica de Vitória da Conquista a partir da década de 1930. Além dessas exposições fixas, ocorrem exposições temporárias, tais como, as intervenções artísticas promovidas pelo Artista Plástico Edmilson Santana.
O Museu Pedagógico conta ainda com grupos de pesquisa e projetos de extensão. Os Colóquios Nacional e Internacional são eventos periódicos promovidos pela equipe do MP que objetivam debater temas e problemáticas contemporâneas, assim como, apresentar os resultados das pesquisas realizadas pelos grupos, abrindo também o espaço de discussão a outros pesquisadores e à sociedade de modo geral.
Eventos anuais, como a Primavera de Museus e a Semana Nacional de Museus, também fazem parte do histórico de atividades realizadas pelo MP.